# الصحيفة الرضوية
الصحیفة الرضویة هو كتابٌ جامع لأدعية الإمام علي بن موسى الرضا وأبنائه، الإمام محمد بن علي الجواد والإمام علي بن محمد الهادي والإمام الحسن بن علي العسكري والإمام محمد بن الحسن المهدي.